# Hunnur, Jamkhandi
Hunnur là một làng thuộc tehsil Jamkhandi, huyện Bagalkot, bang Karnataka, Ấn Độ.